# 迈索尔王宫
迈索尔王宫位于印度城市卡纳塔克邦迈索尔的市中心，是迈索尔王国瓦迪亚王朝的宫殿。迈索尔俗称为“宫殿之城”，拥有七座宫殿，迈索尔王宫专指位于旧城堡内的这座，面向东方的伽蒙迪神山（Chamundi Hills）。

## 历史
迈索尔王宫始建于14世纪，曾多次拆除重建。目前的建筑建于1897年至1912年之间。
迈索尔王宫是印度最著名的旅游景点之一，每年的游客量超过600万，仅次于泰姬陵。

## 画廊

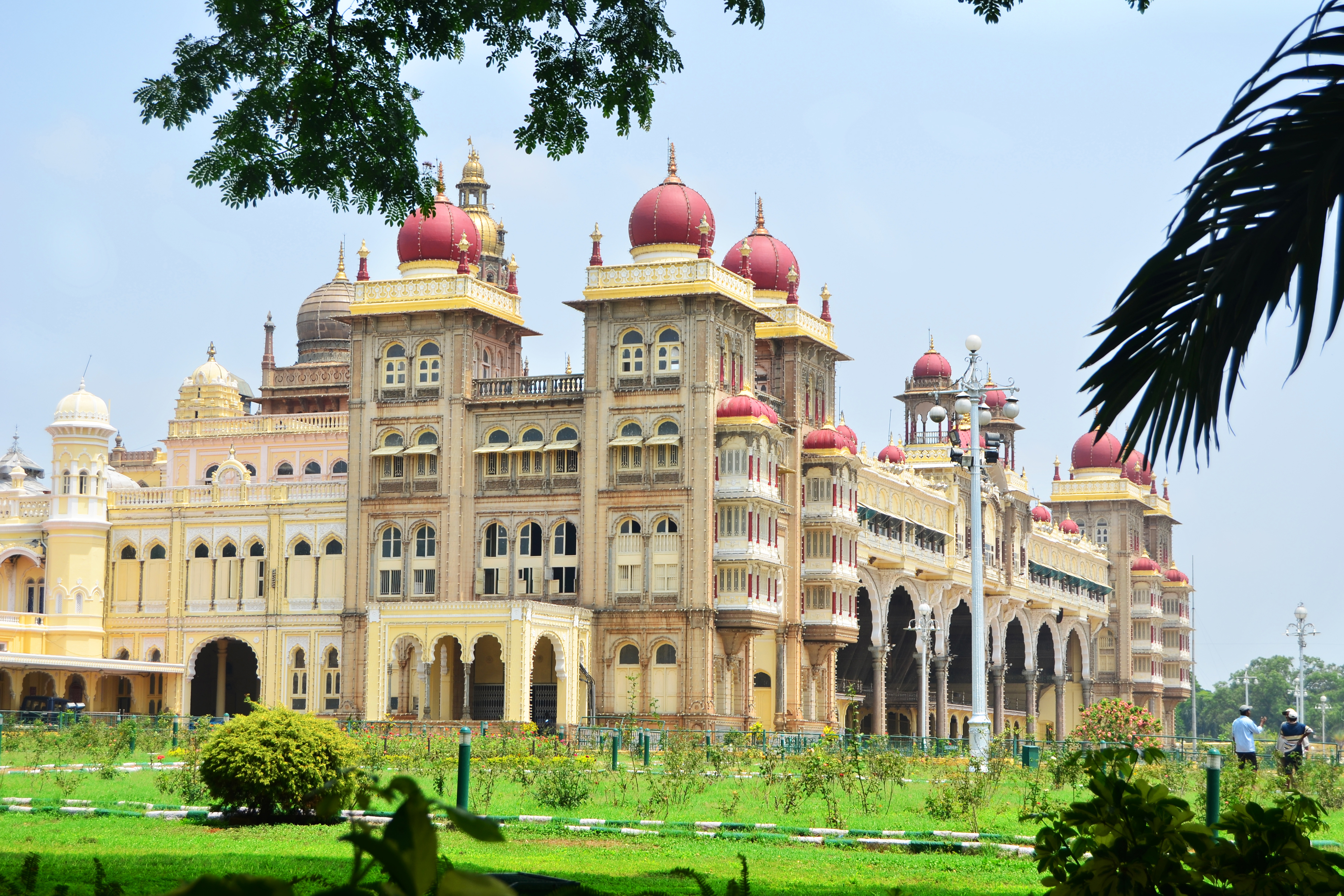
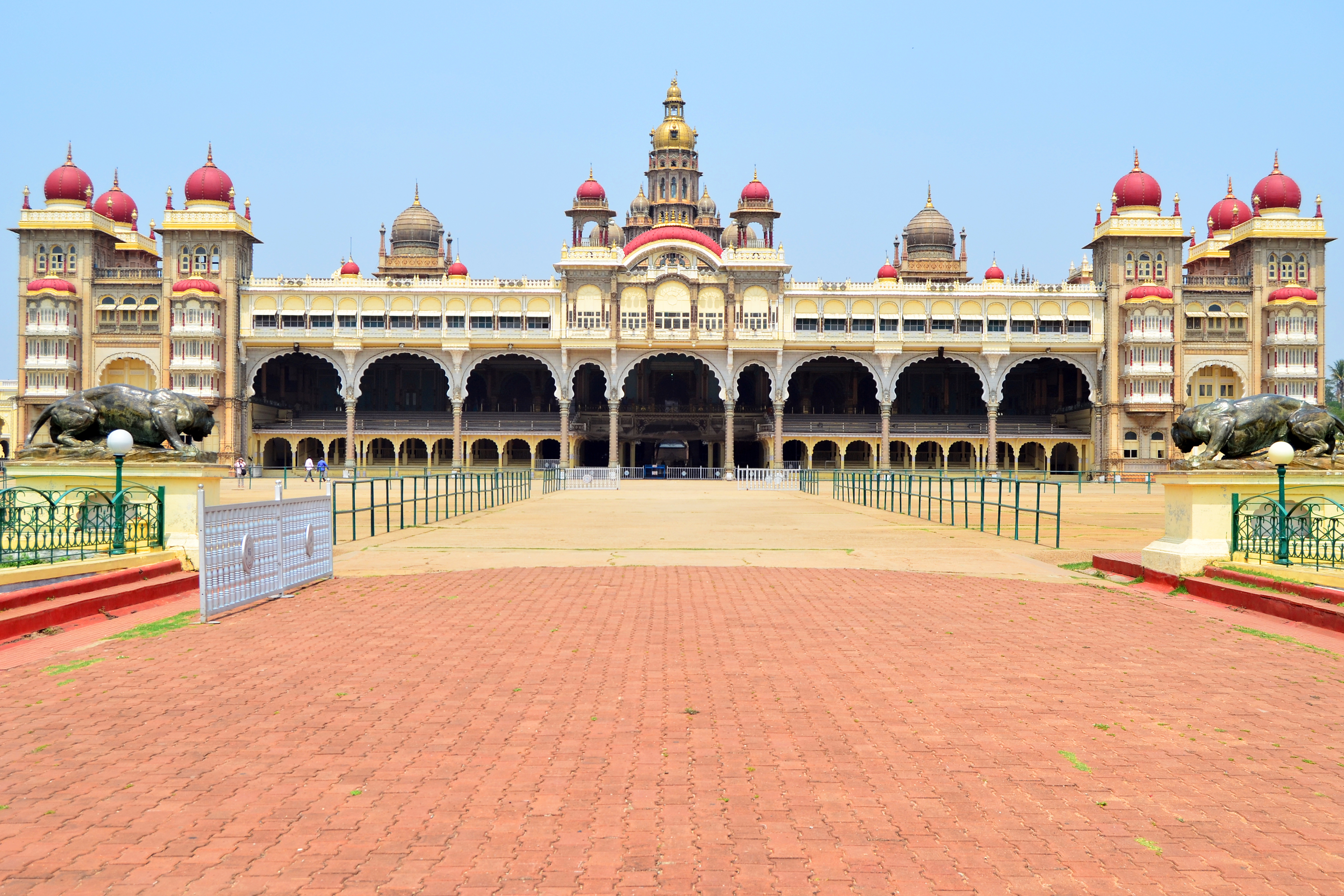
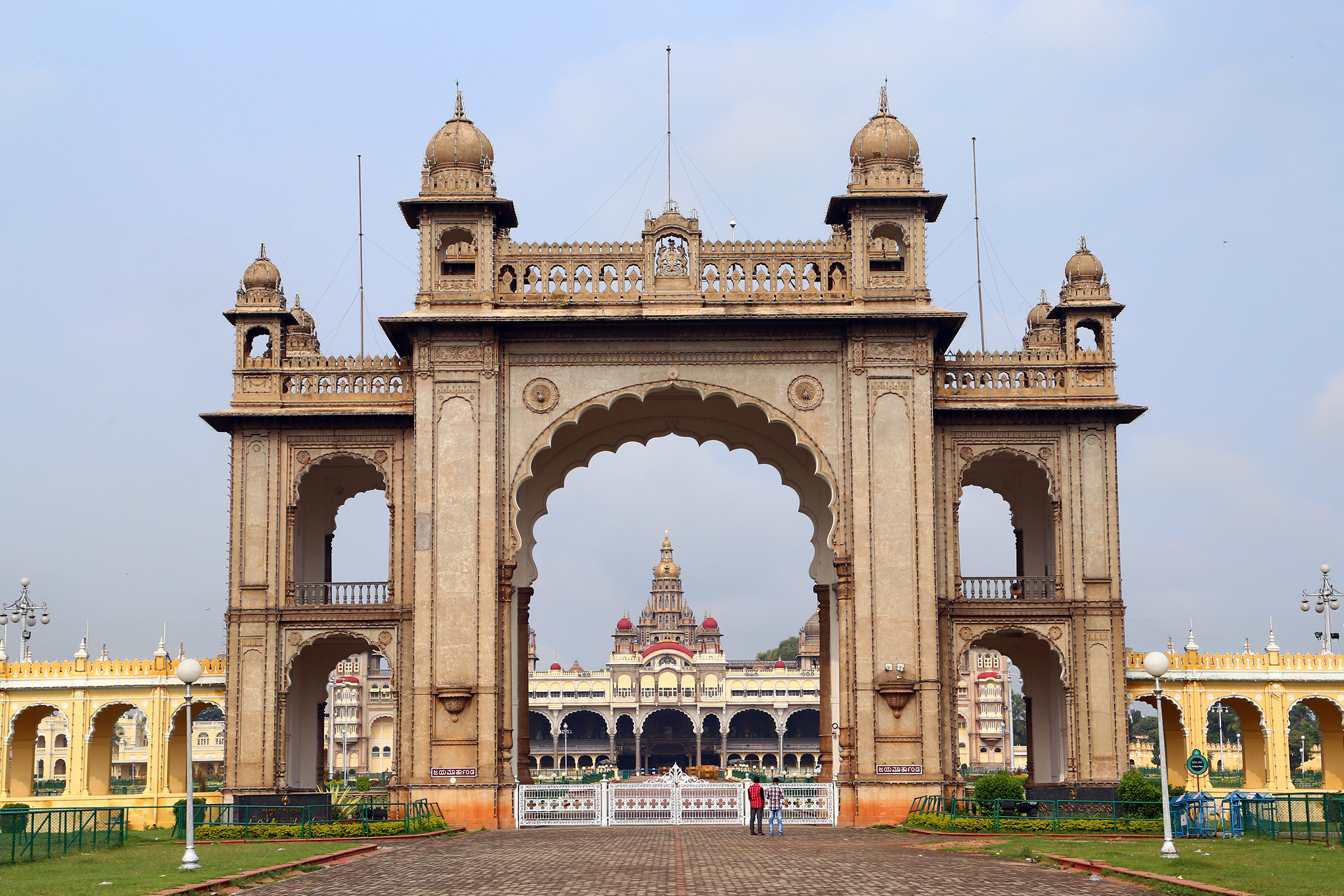
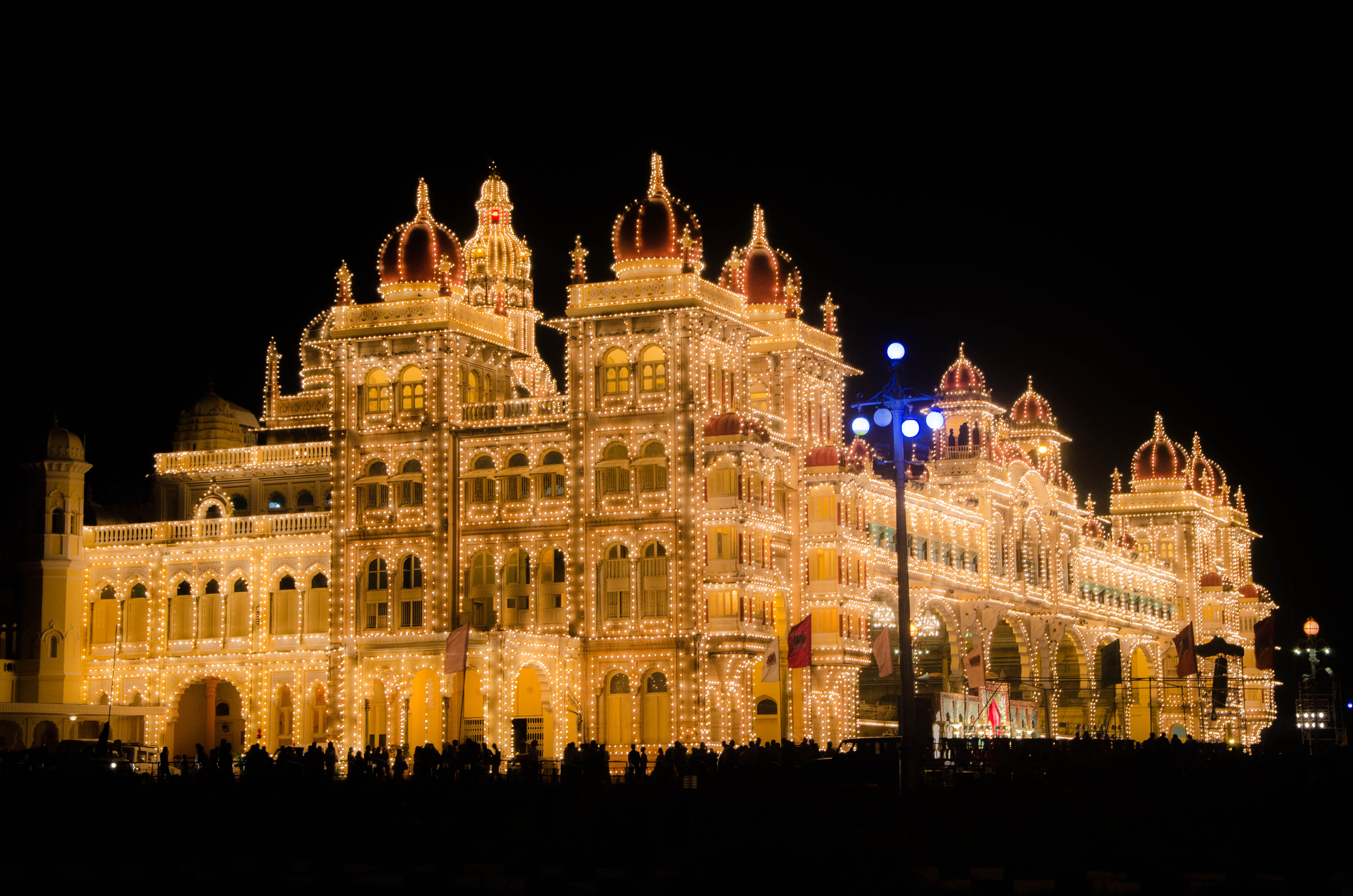
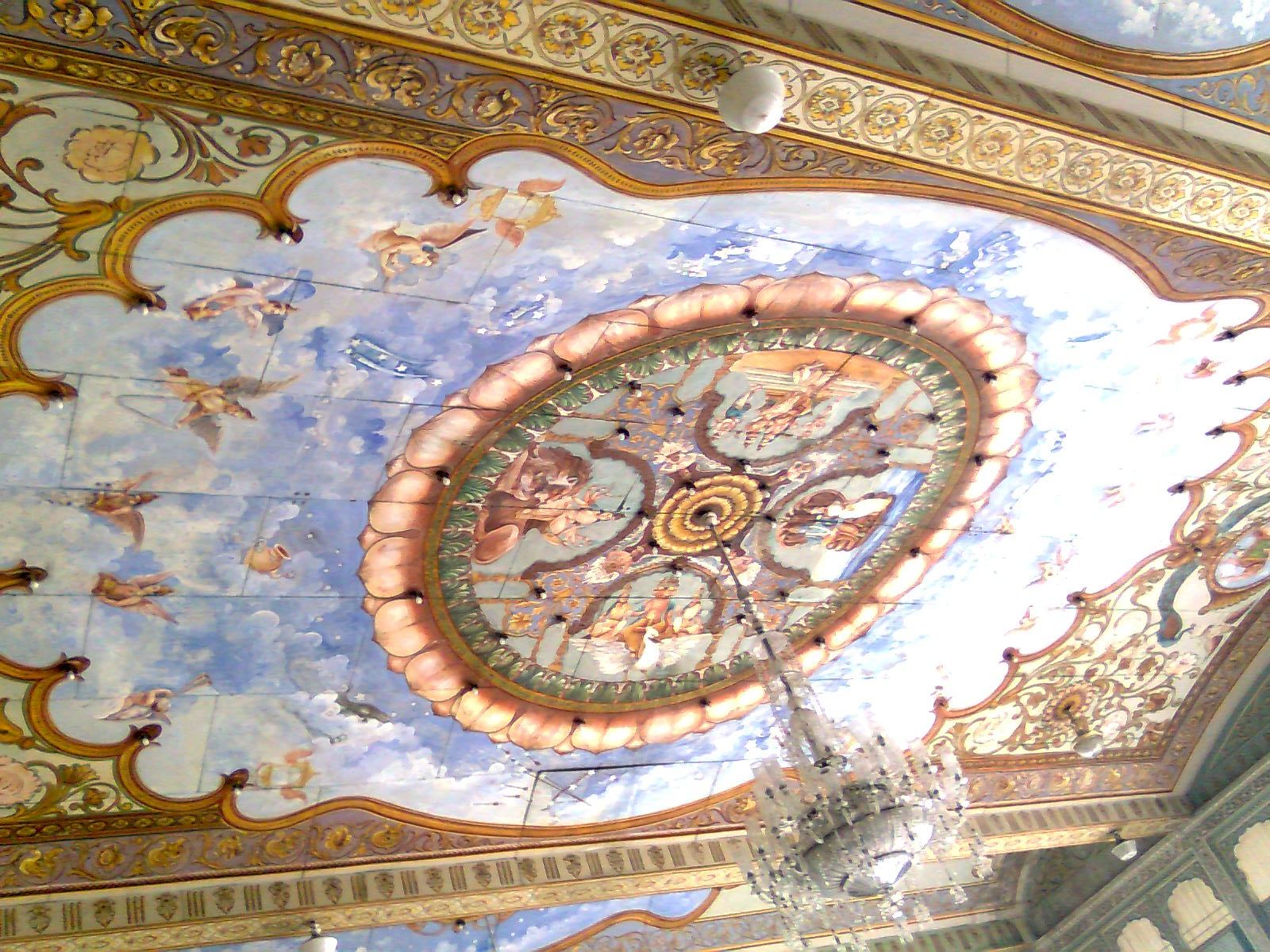
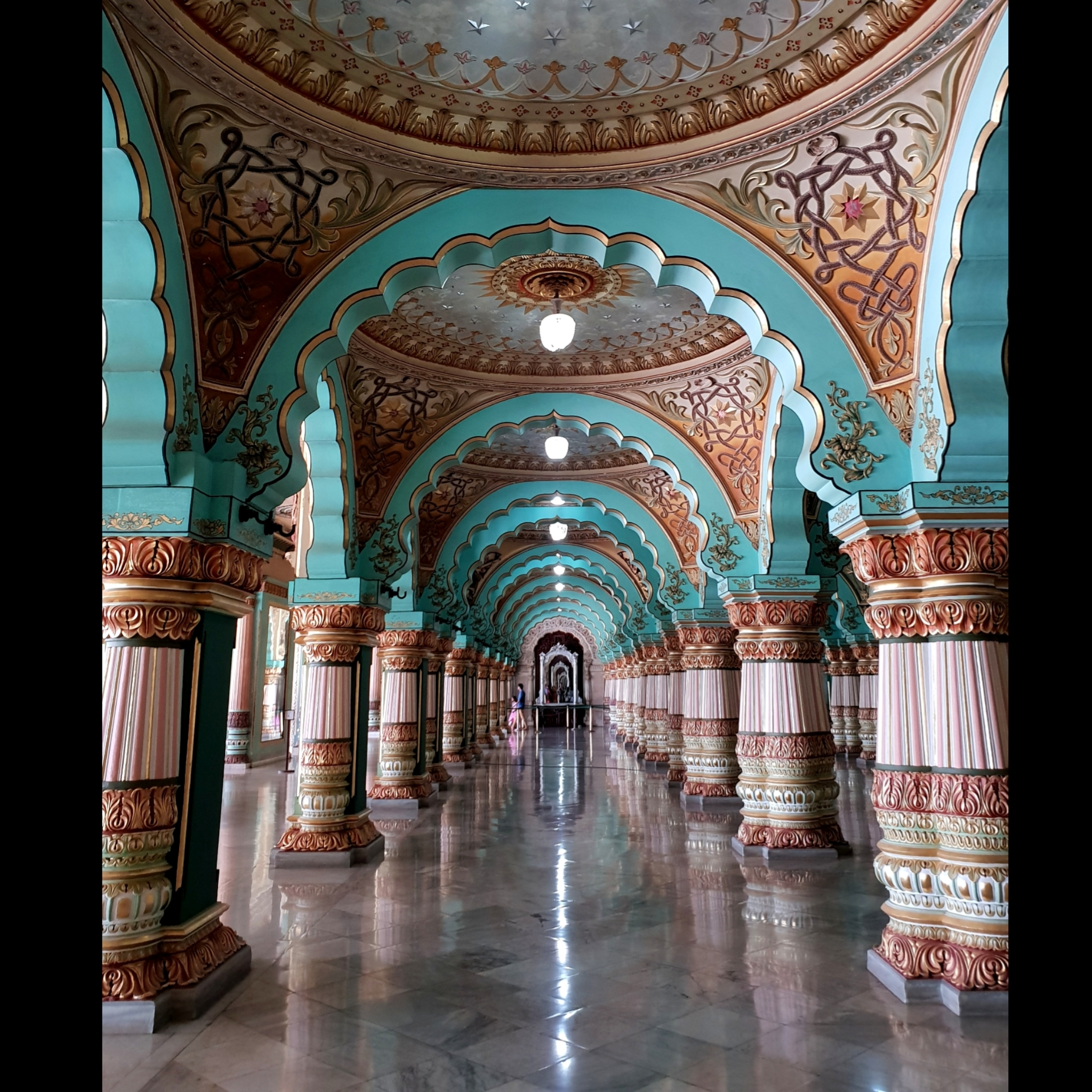